# Edgar Schmitt
Edgar Schmitt (Rittersdorf, 29 aprile 1963) è un allenatore di calcio tedesco, dal 2011 alla guida del TSV Essingen.

## Palmarès

### Giocatore

#### Competizioni internazionali
- Coppa Intertoto UEFA: 1

Karlsruhe: 1996